# Marina Serrano
Marina Serrano González (Zaragoza, 1957) es una abogada del Estado, historiadora y jurídica española experta en energía y regulación del sector eléctrico en España y Europa.

## Trayectoria
Serrano estudió derecho entre los años 1974 y 1979 en Universidad de Zaragoza, carrera que finalizó con premio extraordinario de Licenciatura en Derecho. Simultáneamente en esta misma universidad estudió Historia en la facultad de filosofía y letras. Desde 1982 pertenece al Cuerpo de Abogados del Estado y desde 1988 miembro del Colegio de la Abogacía de Madrid.
Serrano ha trabajado en la regulación de los sectores energéticos. Ha sido secretaria del consejo de administración de Red Eléctrica de España y directora de su asesoría jurídica. Desde 1995, se incorporó organismo regulador de los mercados eléctrico, de hidrocarburos líquidos y gaseosos de España, la Comisión Nacional de Energía (España), primero como secretaria del consejo y directora de sus servicios jurídicos, y consejera, desde 2011 hasta octubre de 2013, fecha de disolución del organismo ante la creación de la nueva Comisión Nacional de los Mercados y la Competencia.
Serrano participó en los procesos de liberalización de los sectores energéticos, eléctricos y gasistas, en la elaboración de la ley 54/1997 del Sector Eléctrico, en la Ley 34/1998 del sector de hidrocarburos, y los sucesivos desarrollos reglamentarios. Ha sido vicepresidenta primera de ARIAE, la Asociación de los Reguladores Iberoamericanos de Energía, consejera independiente del consejo de administración de Abertis Infraestructuras.
Entre los años 2001 y 2004 Serrano fue directora general del Patrimonio del Estado en el Ministerio de Hacienda (España), etapa de elaboración y aprobación de la Ley 33/2003, de 3 de noviembre, de patrimonio de las Administraciones Públicas.
Serrano es presidenta de la Asociación de Empresas de Energía Eléctrica, aelec, vicepresidenta de la Confederación Española de Organizaciones Empresariales, miembro del consejo de administración de la compañía operadora del mercado de la electricidad OMEL y fundadora de la Asociación española de Derecho de la Energía (AEDEN).
Serrano también ejerce como profesora en instituciones y universidades como el club de la energía, la Universidad Carlos III de Madrid, Universidad Pompeu Fabra, y la Universidad CEU San Pablo de Madrid, en másteres sobre sectores regulados y sobre derecho de la energía. Es autora de libros, como el publicado en 2010 Cuestiones actuales del derecho de la energía, el publicado en 2021 de título Derecho de la energía y el "Clean energy package", artículos y monográficos sobre los órganos reguladores independientes y los sectores energéticos, editados en periódicos como La Vanguardia, El Economista (España), Cambio 16 o la revista Energética entre otros.

## Obras seleccionados
- 2010 Cuestiones actuales del derecho de la energía: regulación, competencia y control judicial. En colaboración con Mariano Bacigalupo Saggese. Editores: lustel. ISBN: 978-84-9890-091-0[6]
- 2021 Derecho de la energía y el "Clean energy package", en colaboración con Elisenda Malaret i García, Nuria Encinar Arroyo, Mariano Bacigalupo Saggese, Marta Villar Ezcurra, Vicente López-Ibor Mayor e Íñigo del Guayo Castiella. Editores: Thomson Reuters Aranzadi. ISBN: 978-84-1390-196-1[7]